# Hermon (Maine)
Pour les articles homonymes, voir Hermon.
Hermon est une ville des États-Unis située dans le comté de Penobscot (État du Maine). Elle compte 5 416 habitants au recensement de 2010. La ville comprend un arboretum de 37 ha, l'Ecotat Gardens and Arboretum.

## Géographie
| Stetson  | Levant | Glenburn |
| Carmel   | Hermon | Bangor   |
| Newburgh |        | Hampden  |

## Personnalités
Joe Hill (1972-), écrivain spécialiste du fantastique et de l'horreur, fils de Stephen King.